# Parafia Opieki Matki Bożej w Olsztynie
Parafia Opieki Matki Bożej – parafia prawosławna w Olsztynie, w dekanacie Olsztyn diecezji białostocko-gdańskiej.
Na terenie parafii funkcjonuje 1 cerkiew:
- cerkiew Opieki Matki Bożej w Olsztynie – parafialna

## Historia
Olsztyńska wspólnota prawosławna powstała w 1946 r. i początkowo liczyła kilkuset wiernych; byli to m.in. repatrianci z Wileńszczyzny. Pierwsze prawosławne nabożeństwo w Olsztynie odprawiono 25 grudnia 1946 w poewangelickiej, zbudowanej w stylu neogotyckim kaplicy przy Alei Wojska Polskiego. Obiekt ten po adaptacji do potrzeb liturgii prawosławnej (umieszczenie ikonostasu, usunięcie organów) służy po dziś dzień wspólnocie jako cerkiew Opieki Matki Bożej. W 1947 r. do wspólnoty dołączyli dawni mieszkańcy Lubelszczyzny, których przesiedlono w ramach akcji „Wisła”; w tym samym roku erygowano parafię.
W drugiej połowie lat 50. liczba wiernych uległa zmniejszeniu w związku z rozpoczęciem powrotów na ojcowiznę. W 1969 r. do parafii należało 414 osób.
Początkowo wokół cerkwi znajdował się poewangelicki cmentarz, przejęty przez parafię prawosławną w momencie jej powstania. Cmentarz zlikwidowano w 1972, a w jego miejscu urządzono park miejski (obecnie w Olsztynie nie ma oddzielnych cmentarzy wyznań nierzymskokatolickich, pochówki odbywają się na cmentarzu komunalnym).
W 2001 przebudowano elewację świątyni – usunięto pinakle, a w ich miejscu umieszczono kopułki z krzyżami.

## Wykaz proboszczów
- 1947–1949 – ks. Mikołaj Batalin
- 1949–1951 – ks. Eugeniusz Naumow
- 1951–1955 – ks. Aleksy Nesterowicz
- 1955–1968 – ks. Piotr Rodkiewicz
- 1968–1982 – ks. Anatol Ławreszuk
- 1982–2017 – ks. Aleksander Szełomow
- od 2017 – ks. Jarosław Jaszczuk[1]